# Йотовка
Йотовка (Этовка, Етовка) — микрорайон города Губкин городского округа Губкин. До 1955 года — село Губкинского района Белгородской области России.
Основано в 1780 году.

## География
Через село протекает река Осколец. По соседству с Йотовкой находятся бывшие посёлки Салтыково и Лебеди, также ставшие микрорайонами Губкина. Через 3 км на северо-запад расположен Лебединский горно-обогатительный комбинат.

## История
Деревня Йотовка основана в 1780 году однодворцами из села Лебеди. Согласно ревизской сказке 1782 года, в деревне проживало более 200 человек. В 1800-х годах существовало 82 двора, 500 жителей, хлебозапасный магазин, 2 ветряных мельницы, чёрная и торговые лавки и трактир.
Входило в состав Салтыковской волости Старооскольского уезда Курской губернии.

## Инфраструктура
В Йотовке находятся городская Теплоэлектроцентраль (ТЭЦ), железнодорожная станция, парикмахерская, продуктовый магазин "Заря", склад металлоконструкций,  а так же городская среднеобразовательная школа № 9 (закрыта с 2009 года).
В апреле 1973 года на средства совхоза «Лебединский» был воздвигнут мемориал погибшим воинам, посвящённый памяти тех, кто ушел на фронт из сёл Лебеди, Крамская, Йотовка и Салтыково. В центре мемориала установлена на постаменте скульптура коленопреклоненного советского воина. Текст мемориальной надписи: «Никто не забыт и ничто не забыто». Рядом с памятником — мемориальные плиты с фотографиями 26 погибших воинов.
На улице Белгородская находится памятник «Слава покорителям КМА». В 2008 году был возведён памятник в честь горнорабочих.

Мемориал погибшим воинам
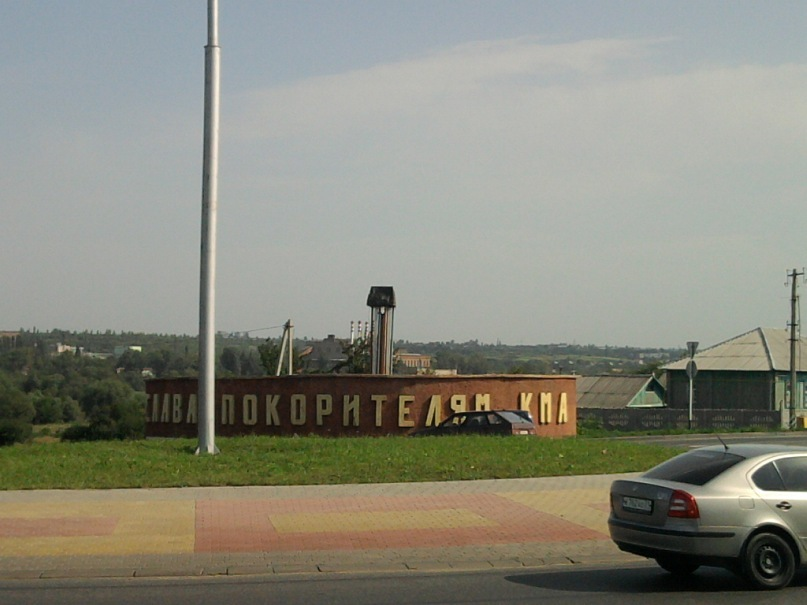
Слава покорителям КМА
Памятник в честь горнорабочих
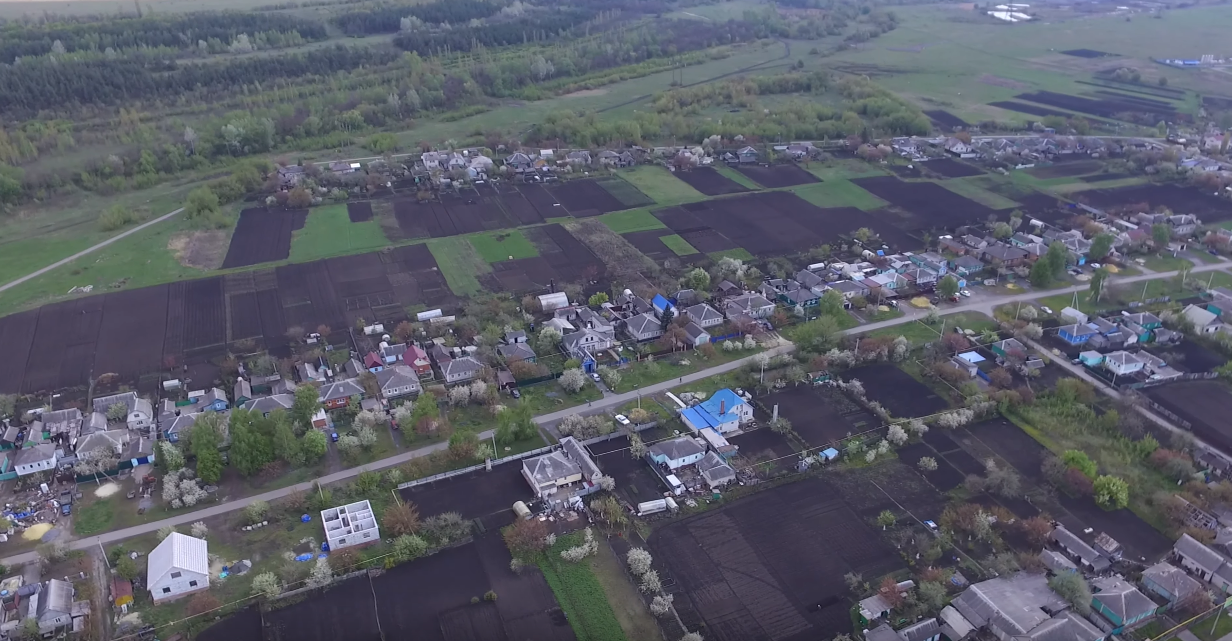
Вид сверху на улицы Солнечная и Восточная.
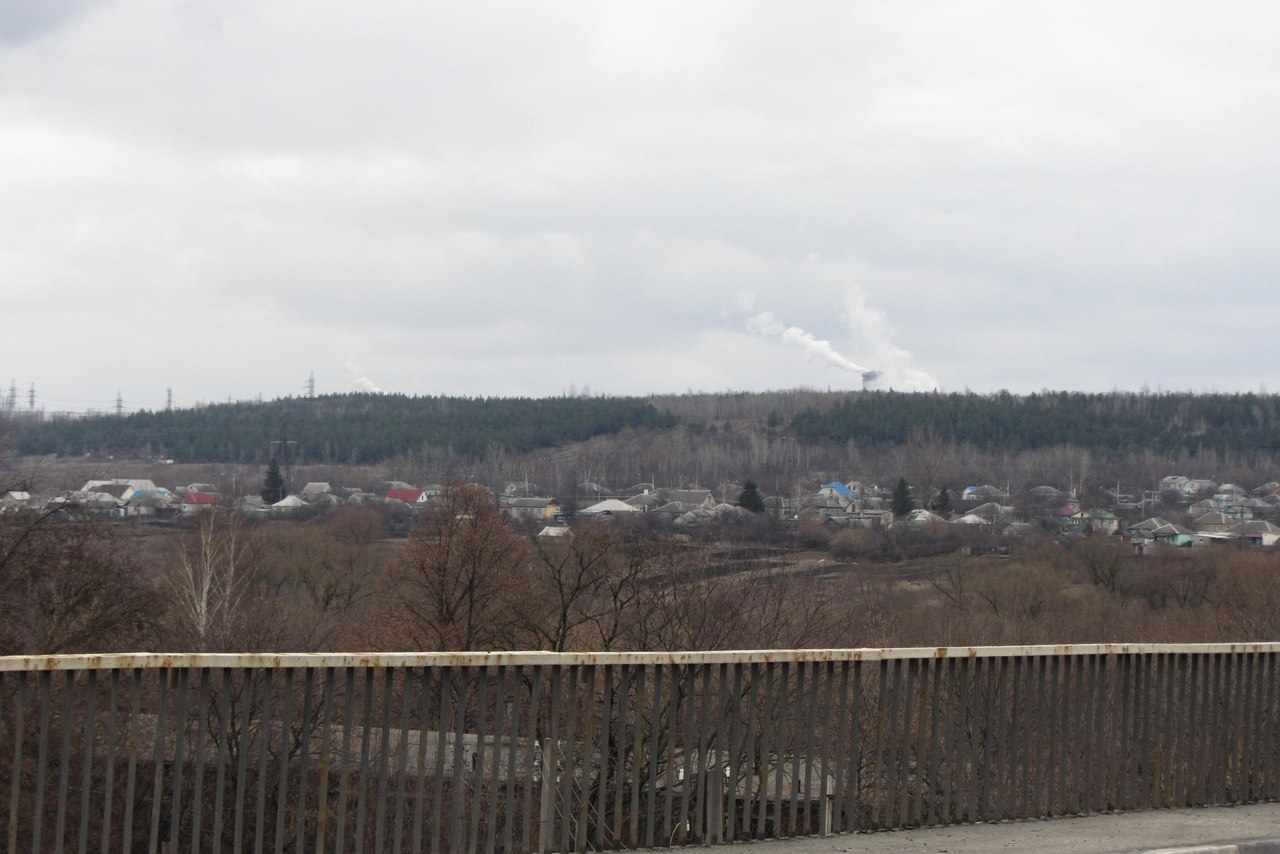
Вид на Йотовку с моста города Губкин